# جرج بلوز

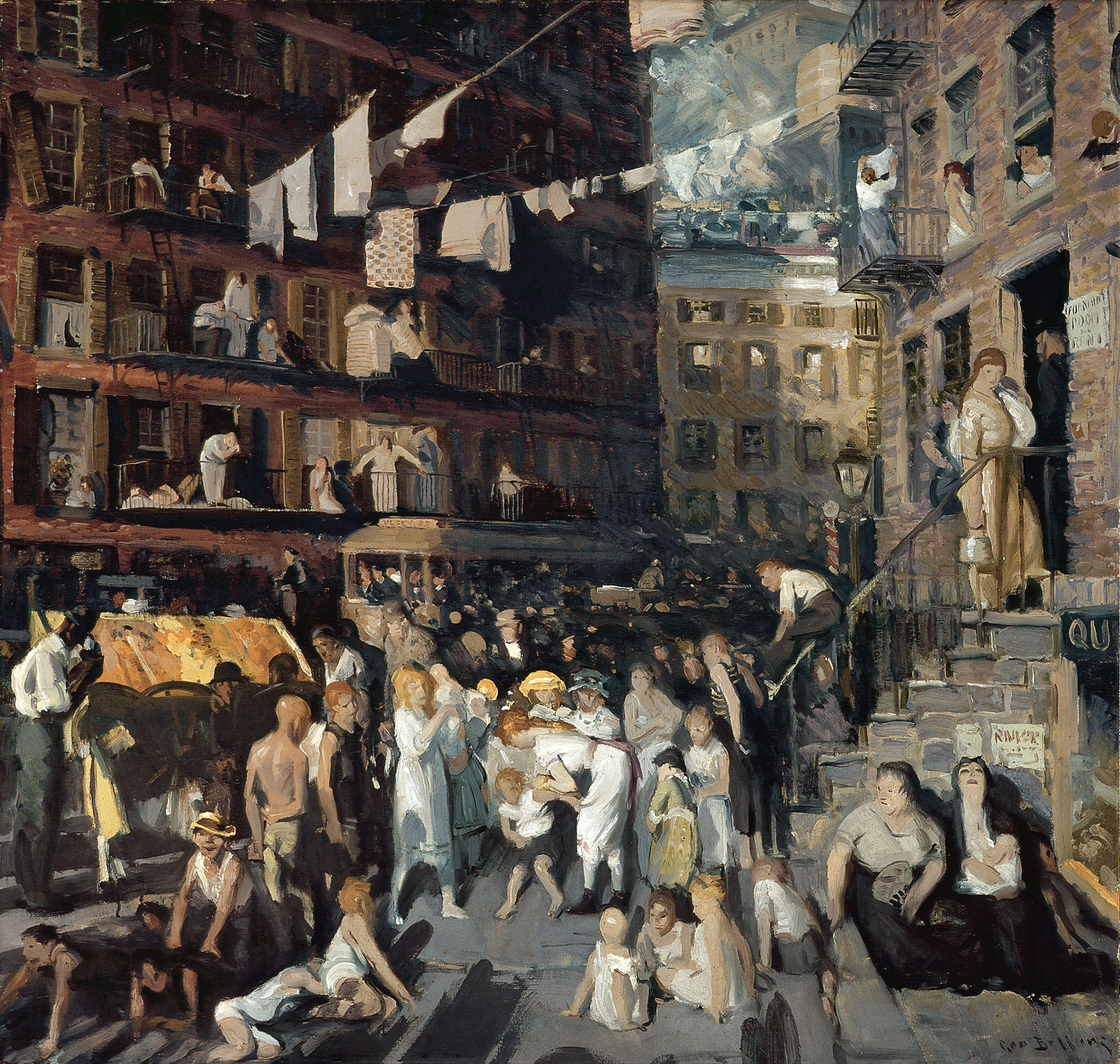
صخره‌نشین‌ها، یکی از مشهورترین آثار جرج بلوز است. اثر خیابان‌های نیویورک را در اوایل سده ۲۰ میلادی و سرشار از مهاجران و تازه‌واردان به تصویر کشیده‌است. این اثر نخستین نقاشی خریداری‌شده توسط موزه هنر شهرستان لس‌آنجلس بود و تاکنون در مالکیت همان موزه قرار دارد.

جرج وسلی بِلُز (انگلیسی: George Wesley Bellows) ‏ (۱۲ اوت یا ۱۹ اوت ۱۸۸۲ - ۸ ژانویه ۱۹۲۵) نقاش واقع‌گرای آمریکایی بود.

## نگارخانه

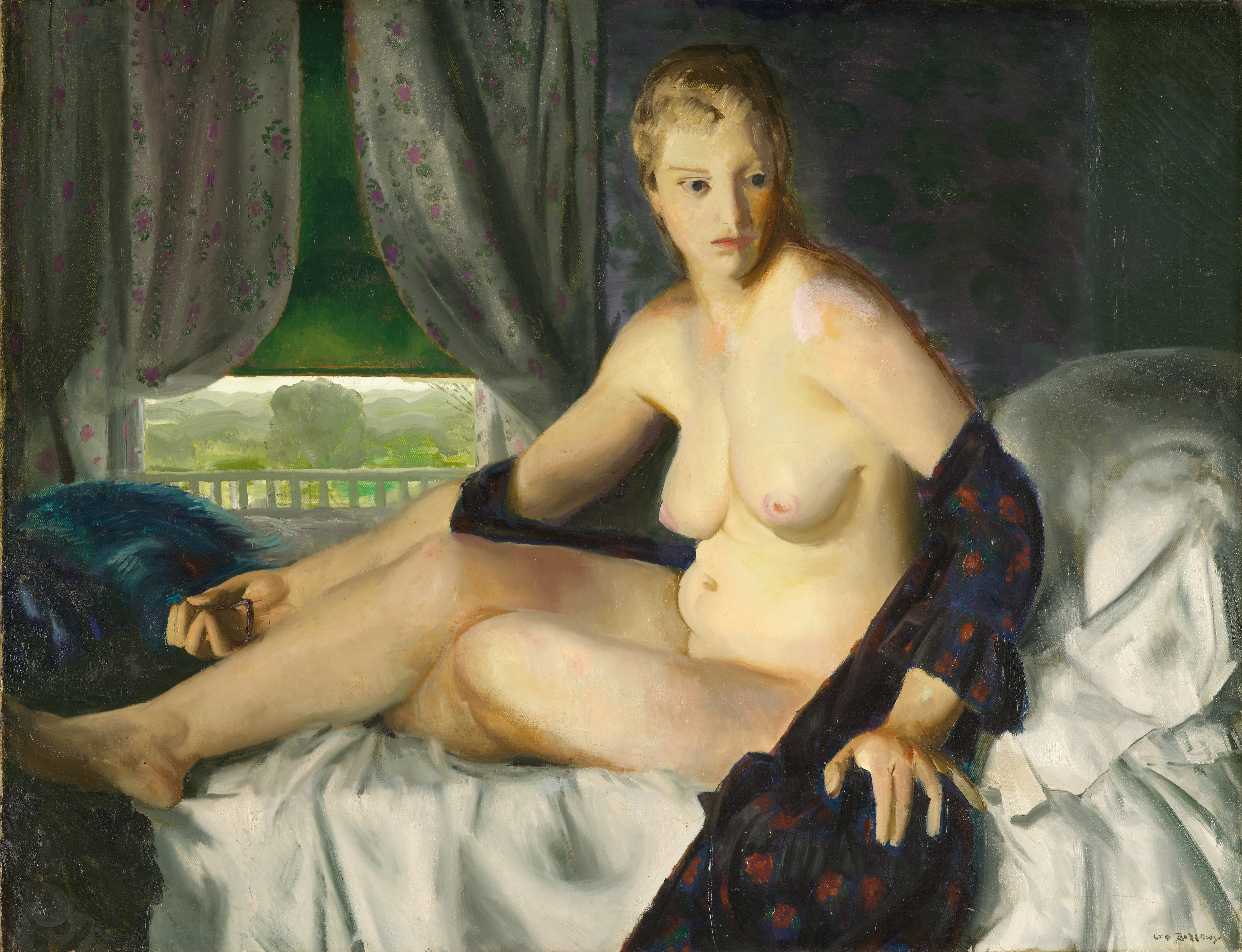
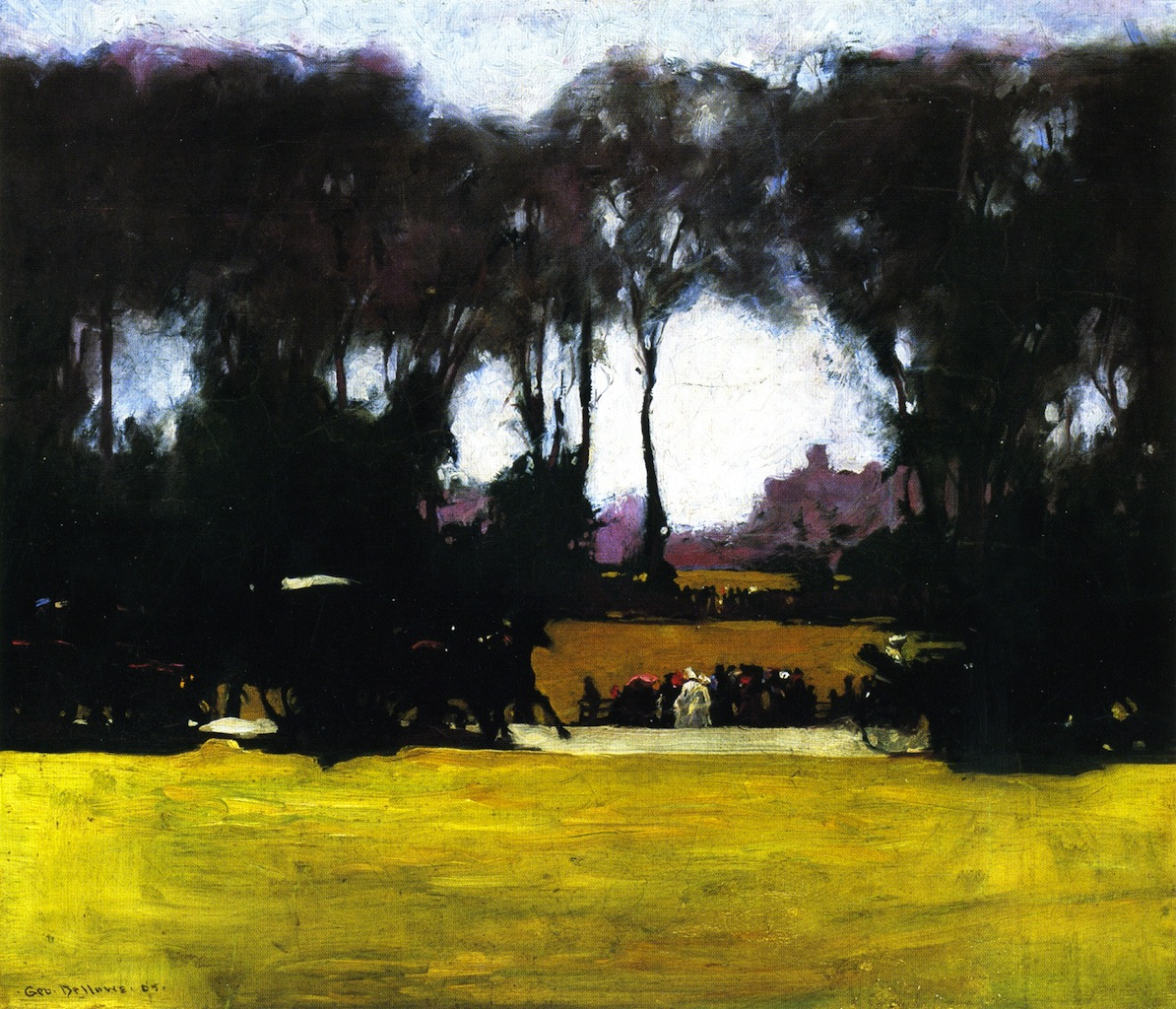
پارک مرکزی (۱۹۰۵)
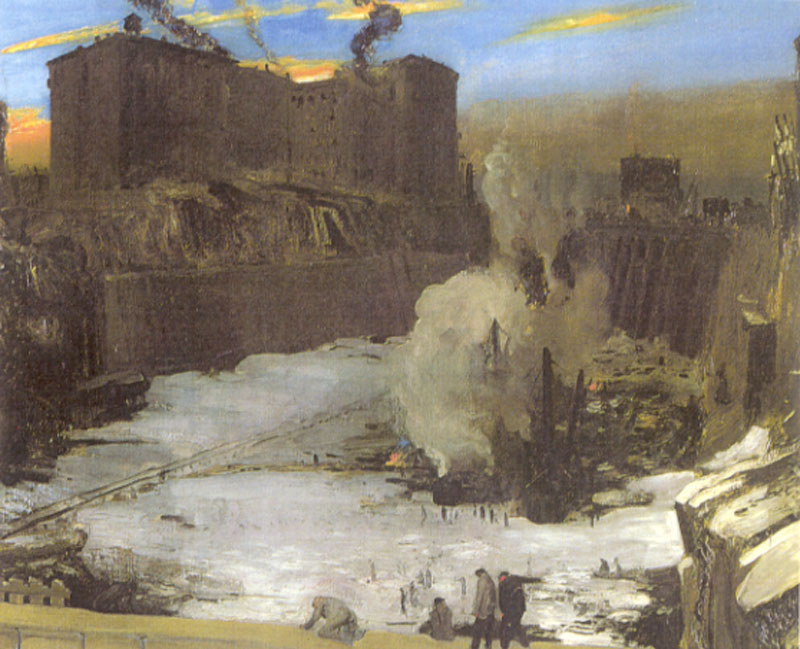
ایستگاه حفاری پنسیلوانیا (۱۹۰۷)
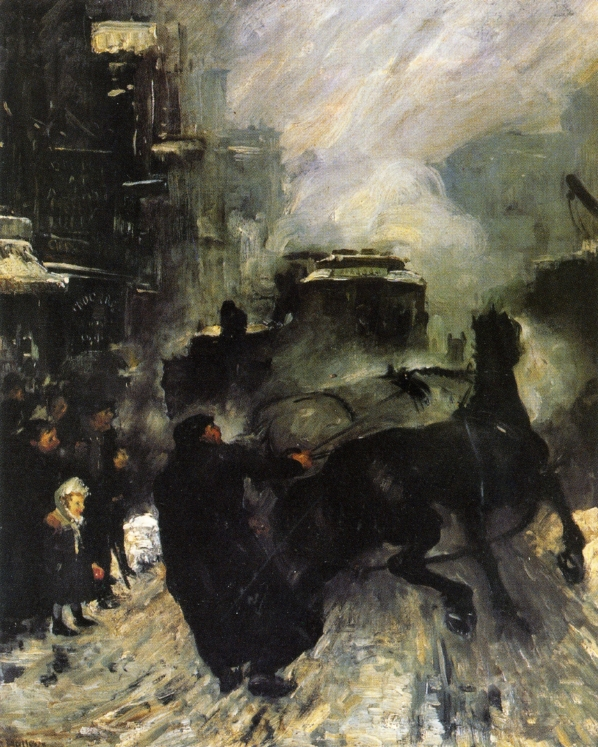
Steaming Streets (1908)
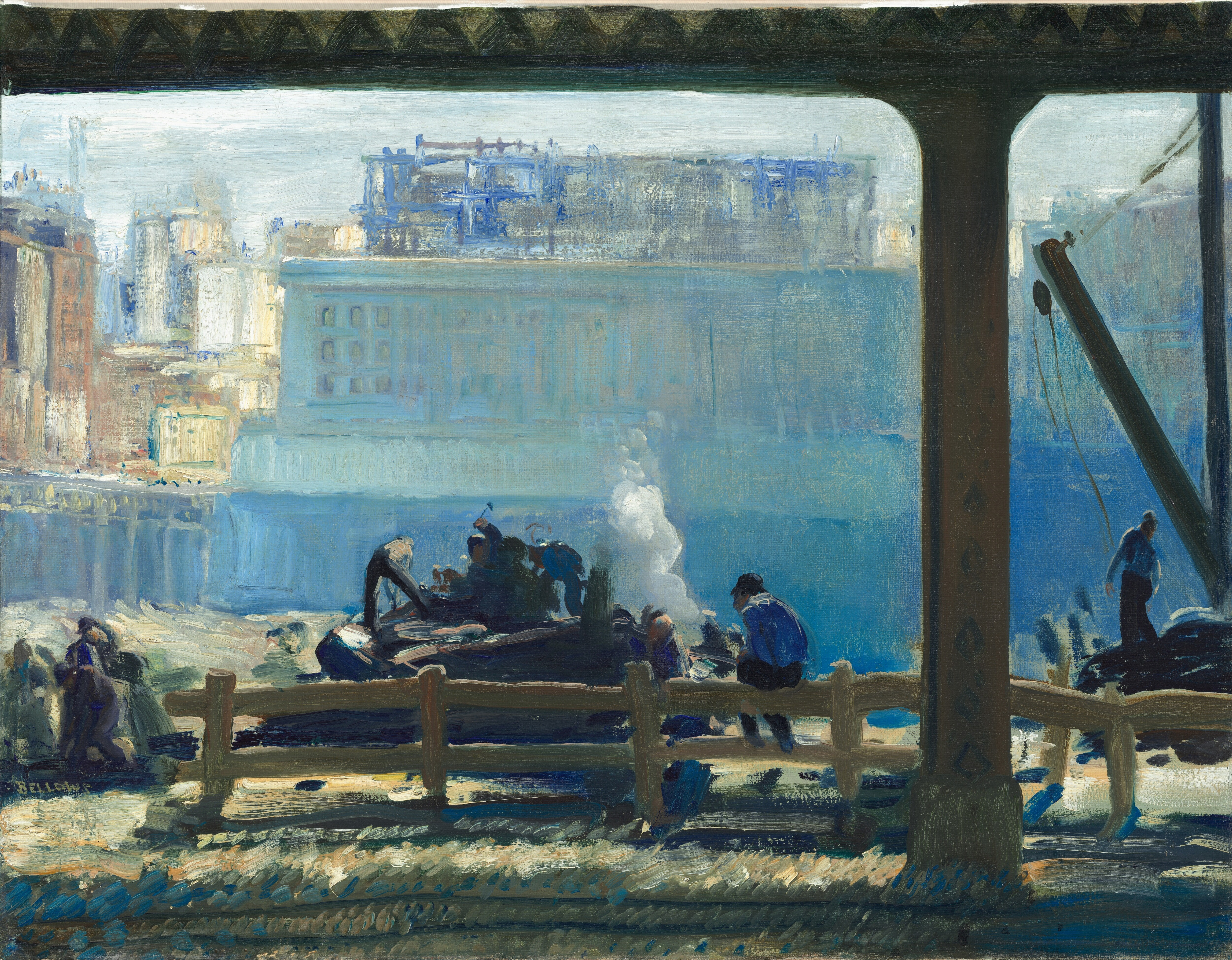
صبح آبی (۱۹۰۹)
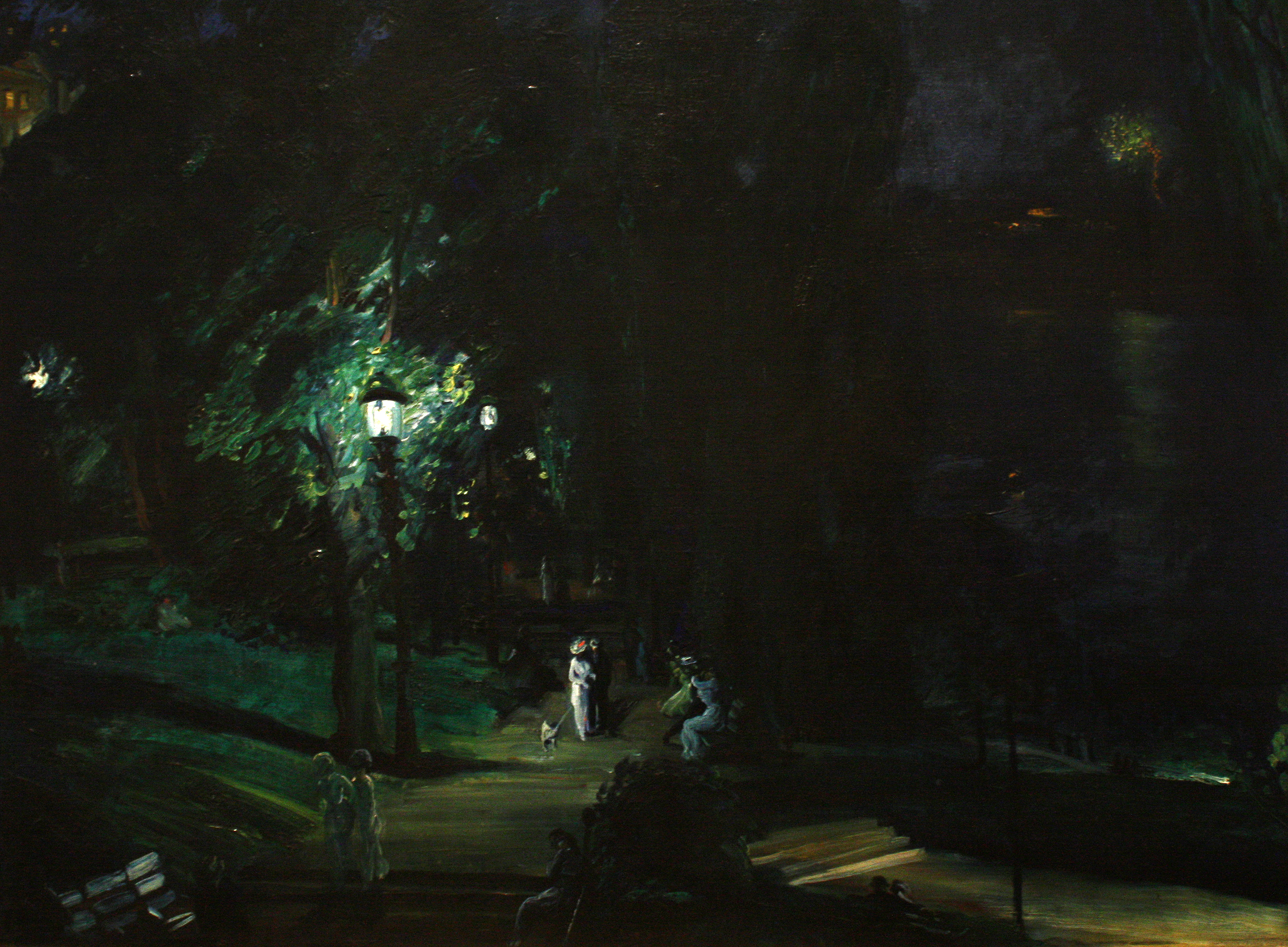
Summer Night, Riverside Drive (1909)
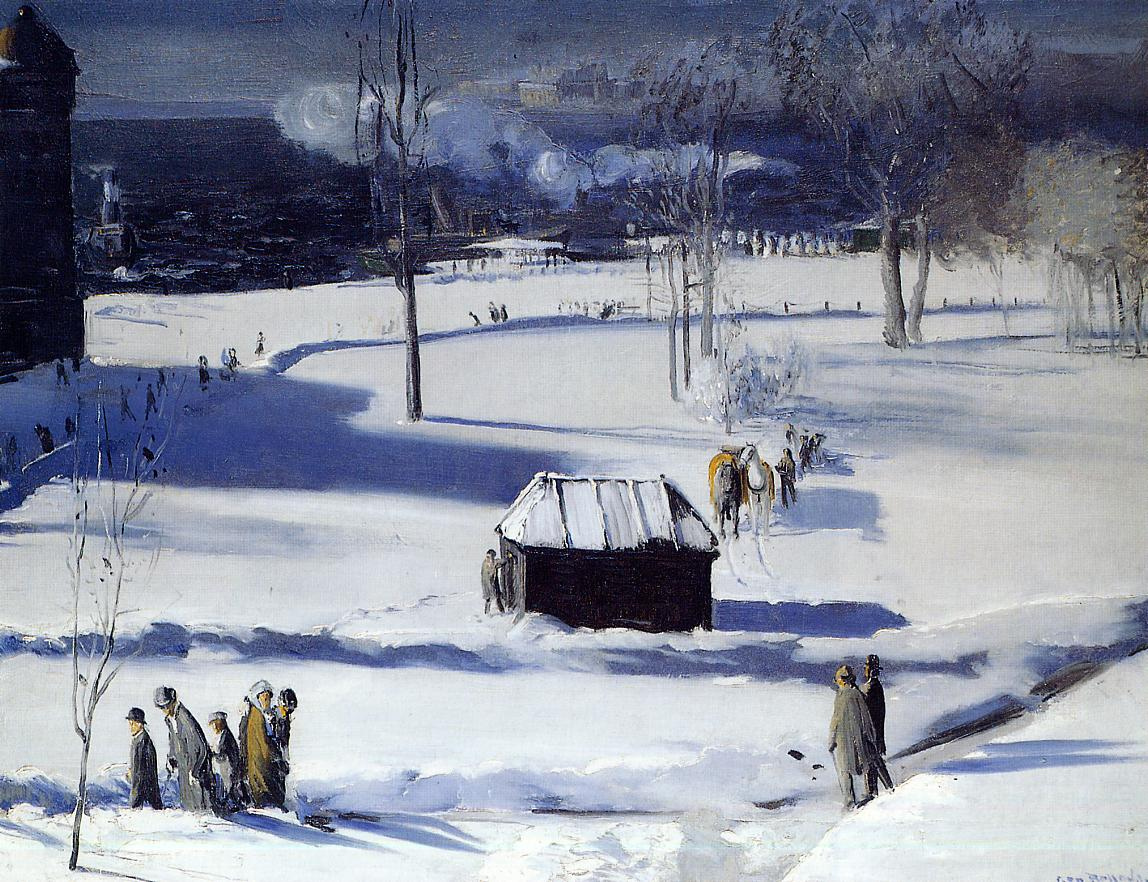
Blue Snow the Battery (1910)
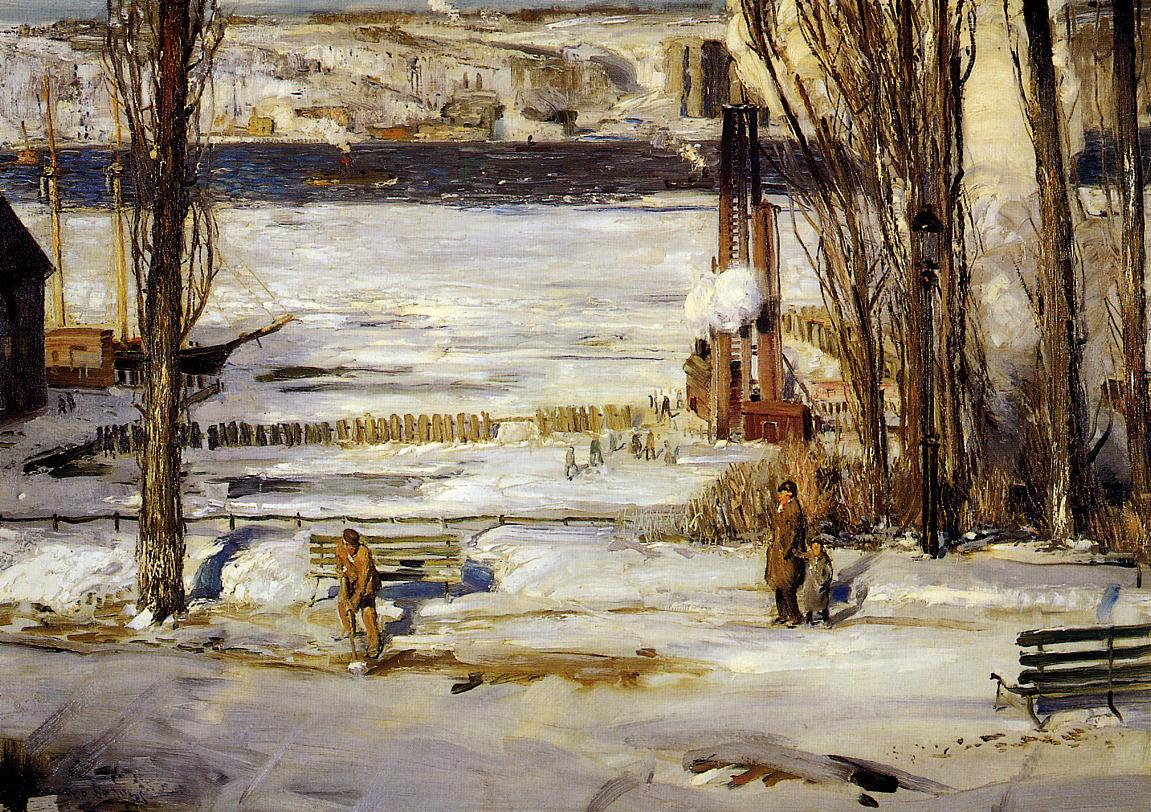
برف صبحگاه رودخانه هادسون (۱۹۱۰)
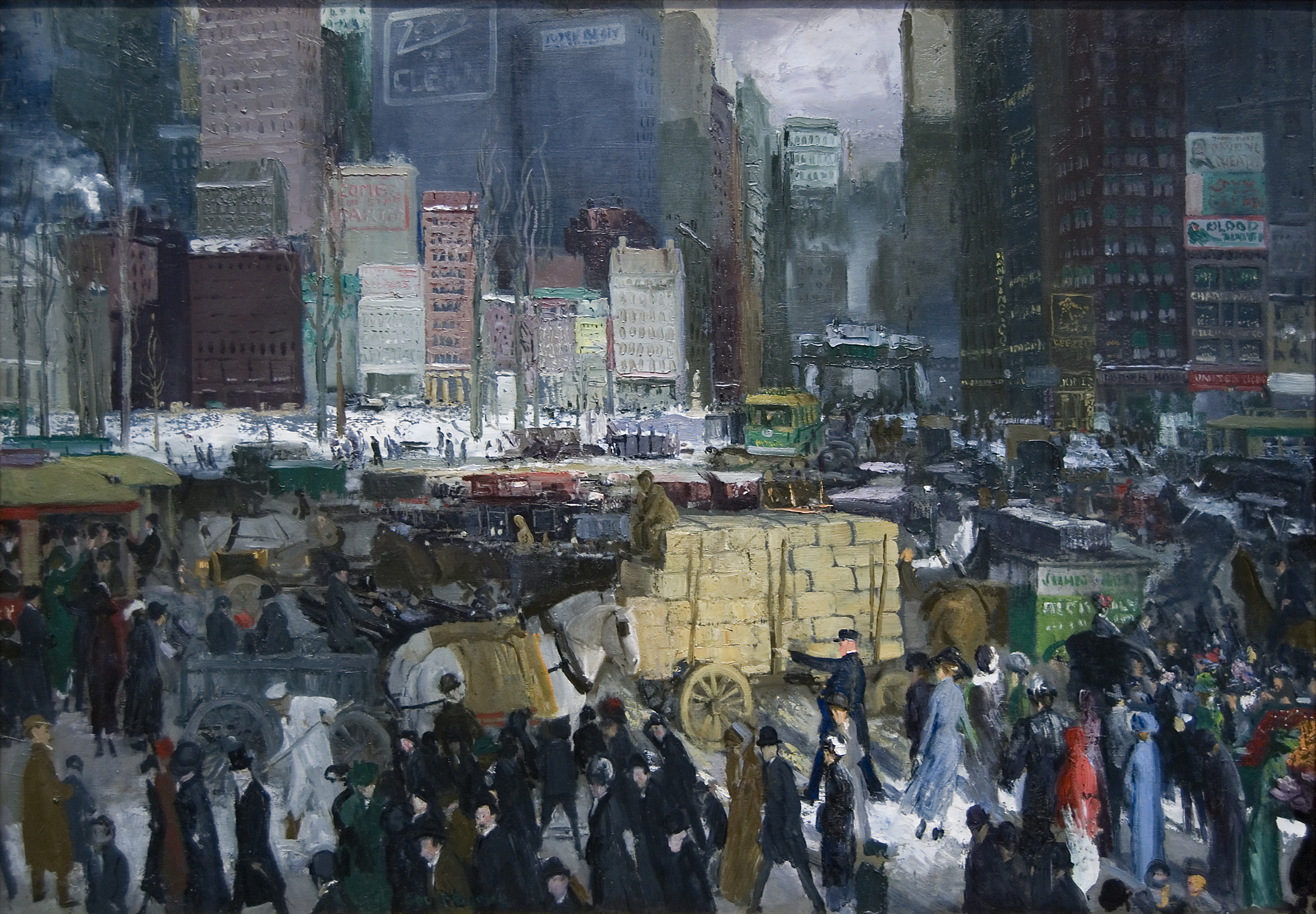
نیویورک (۱۹۱۱)
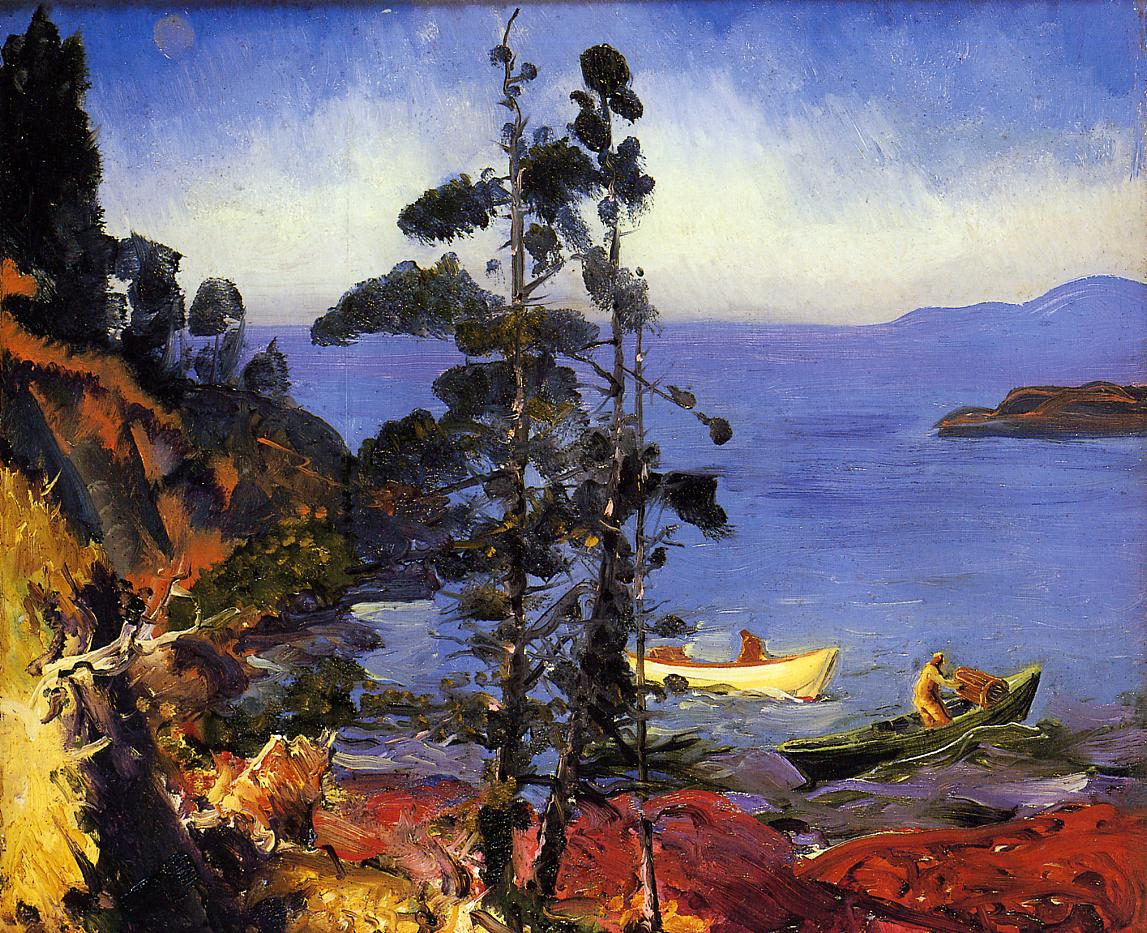
آبیِ غروب (۱۹۱۳)
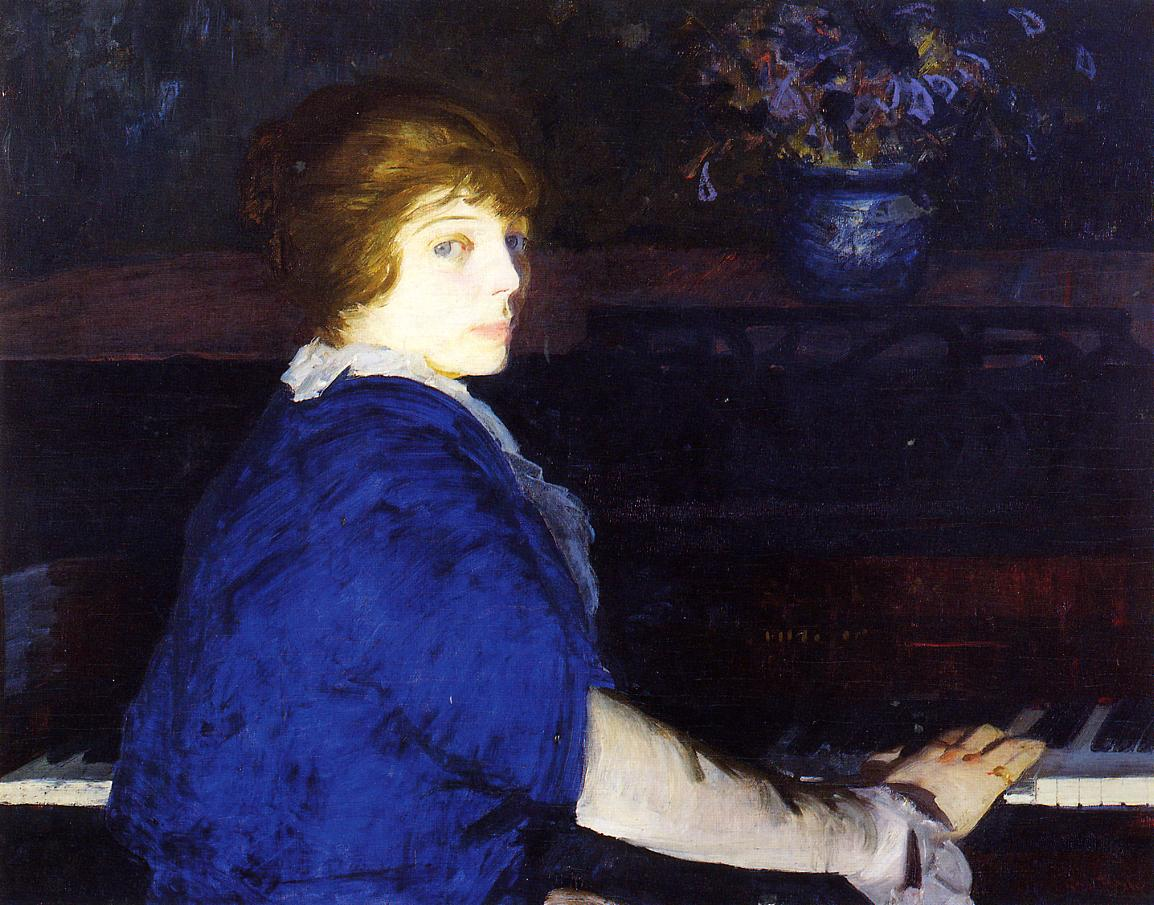
اِما پشت پیانو, (۱۹۱۴)
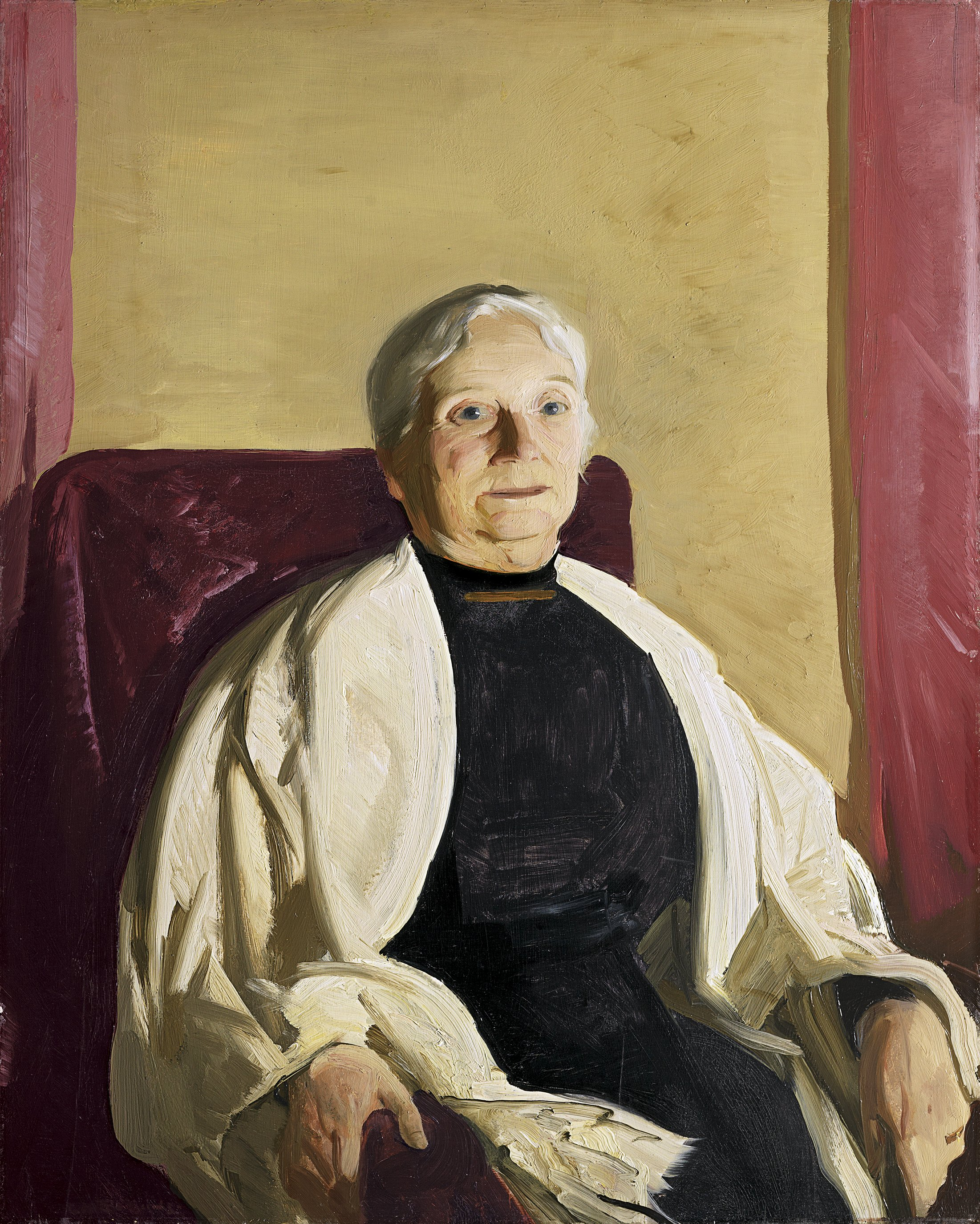
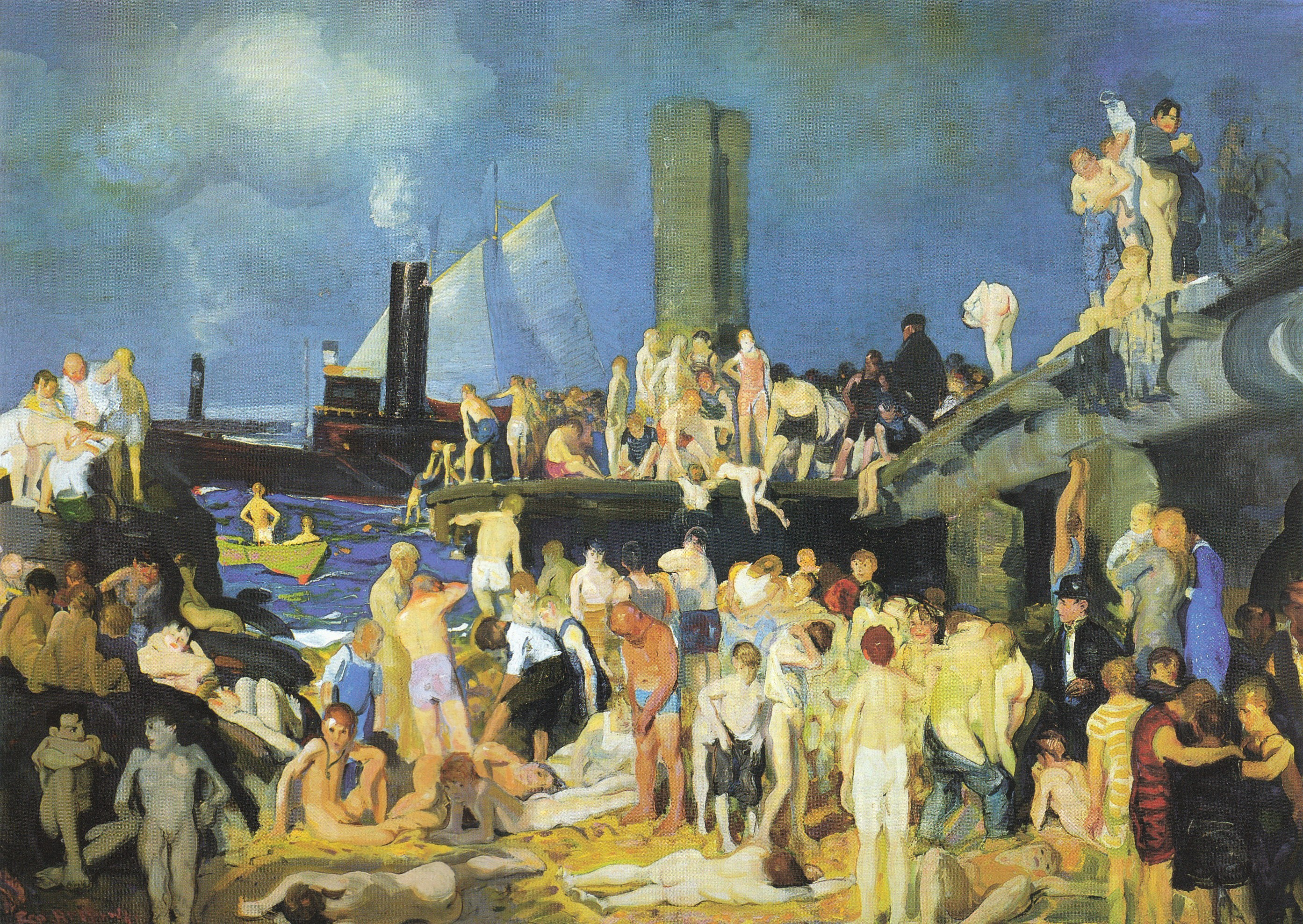
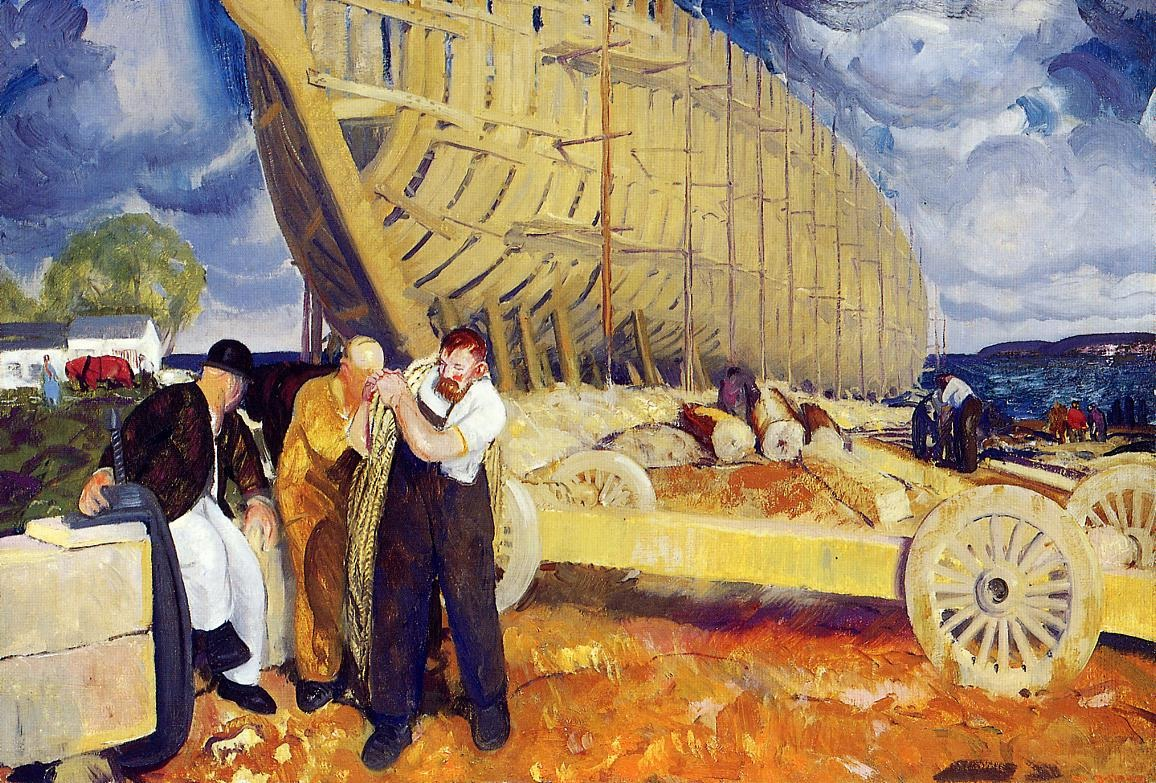
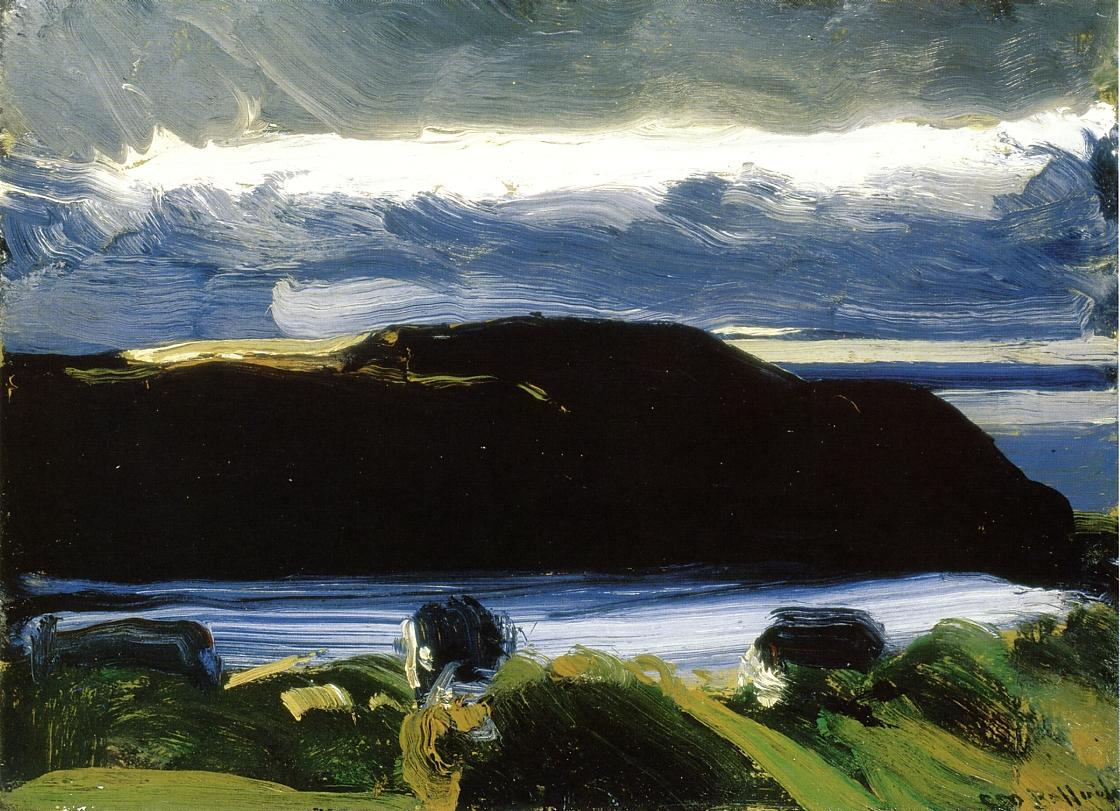
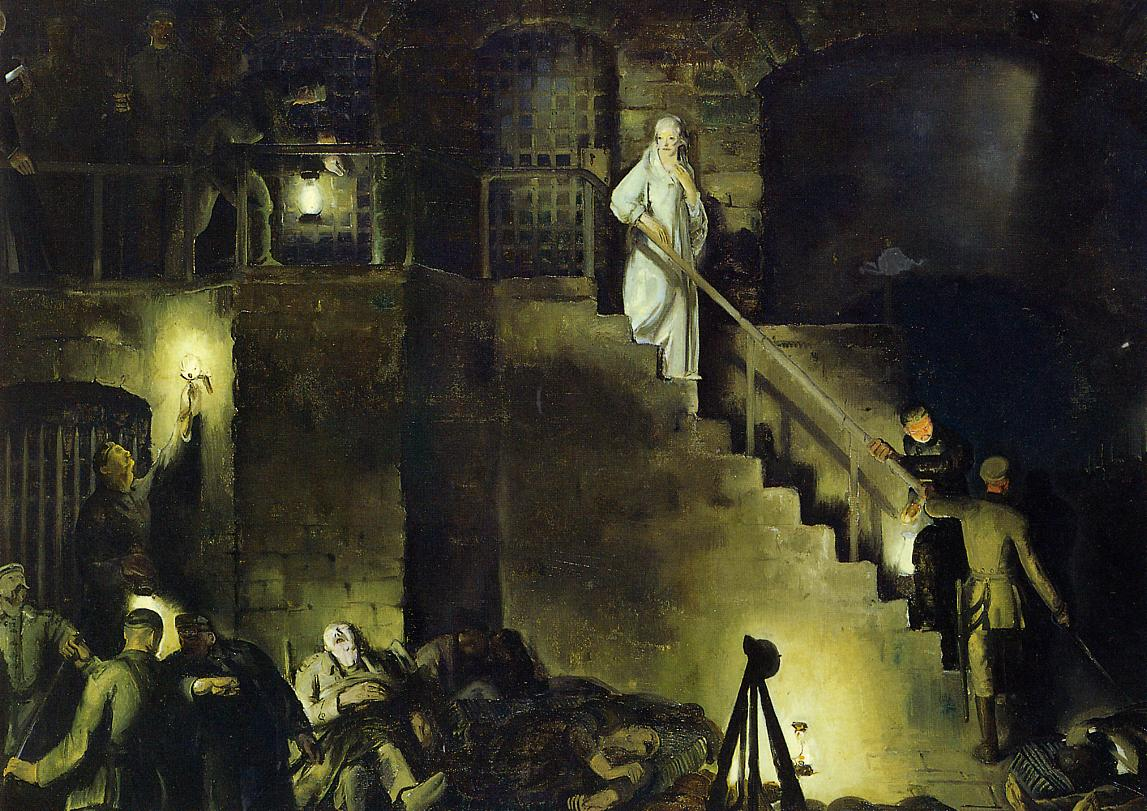
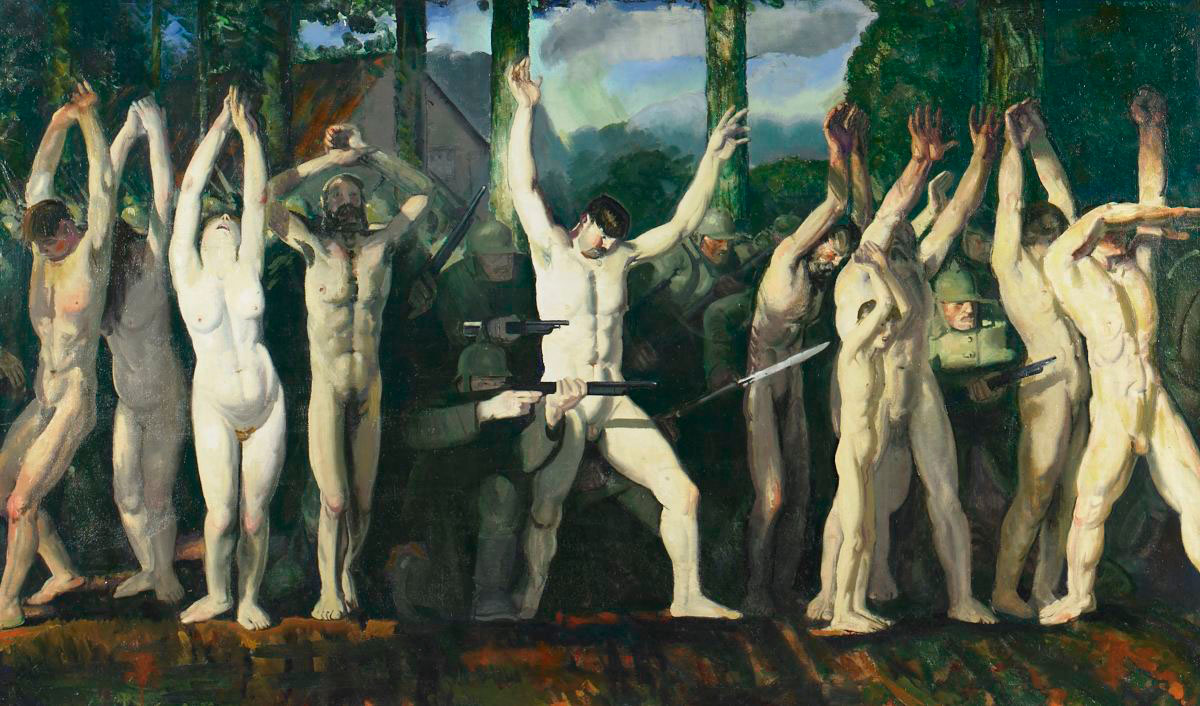
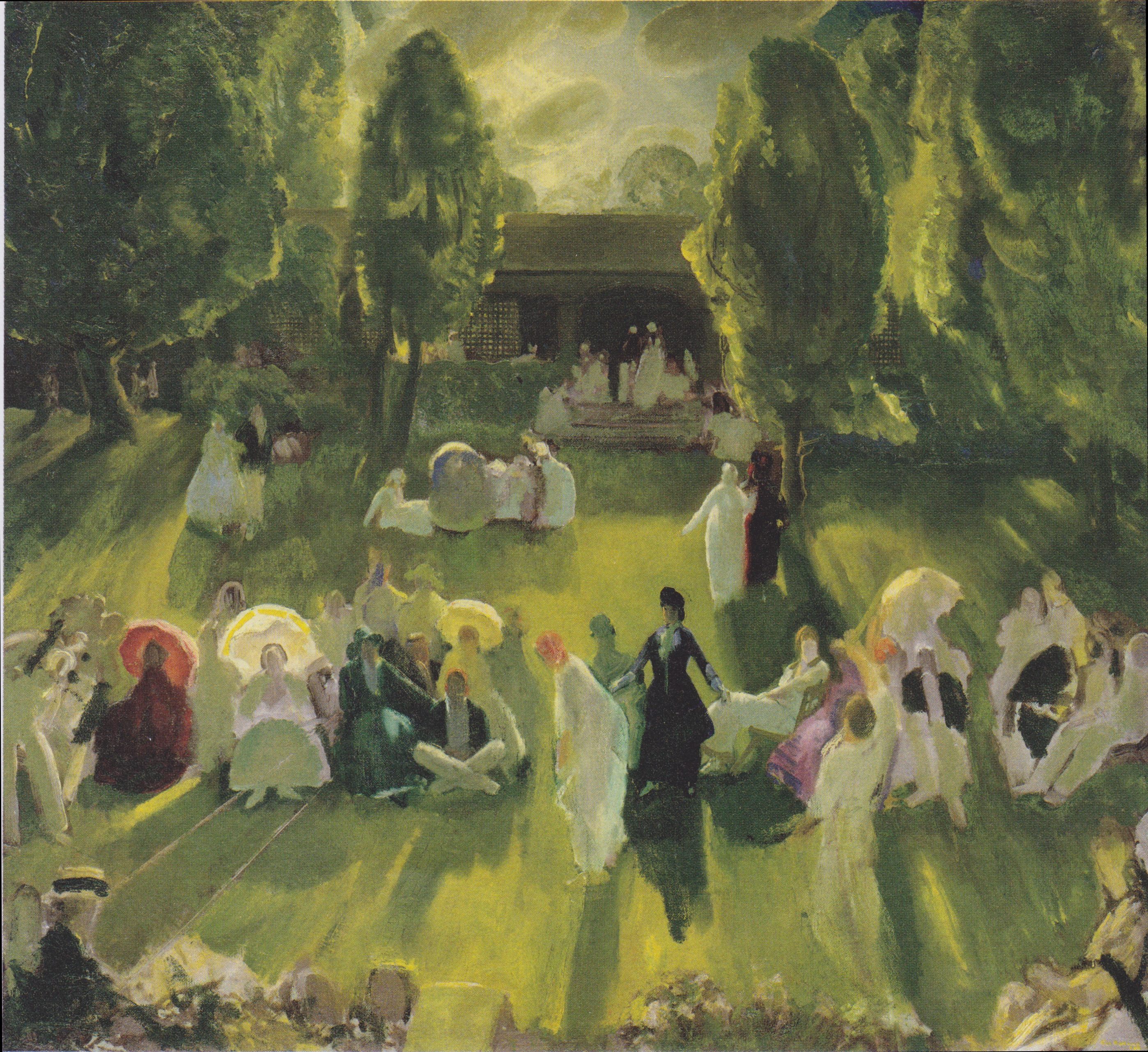
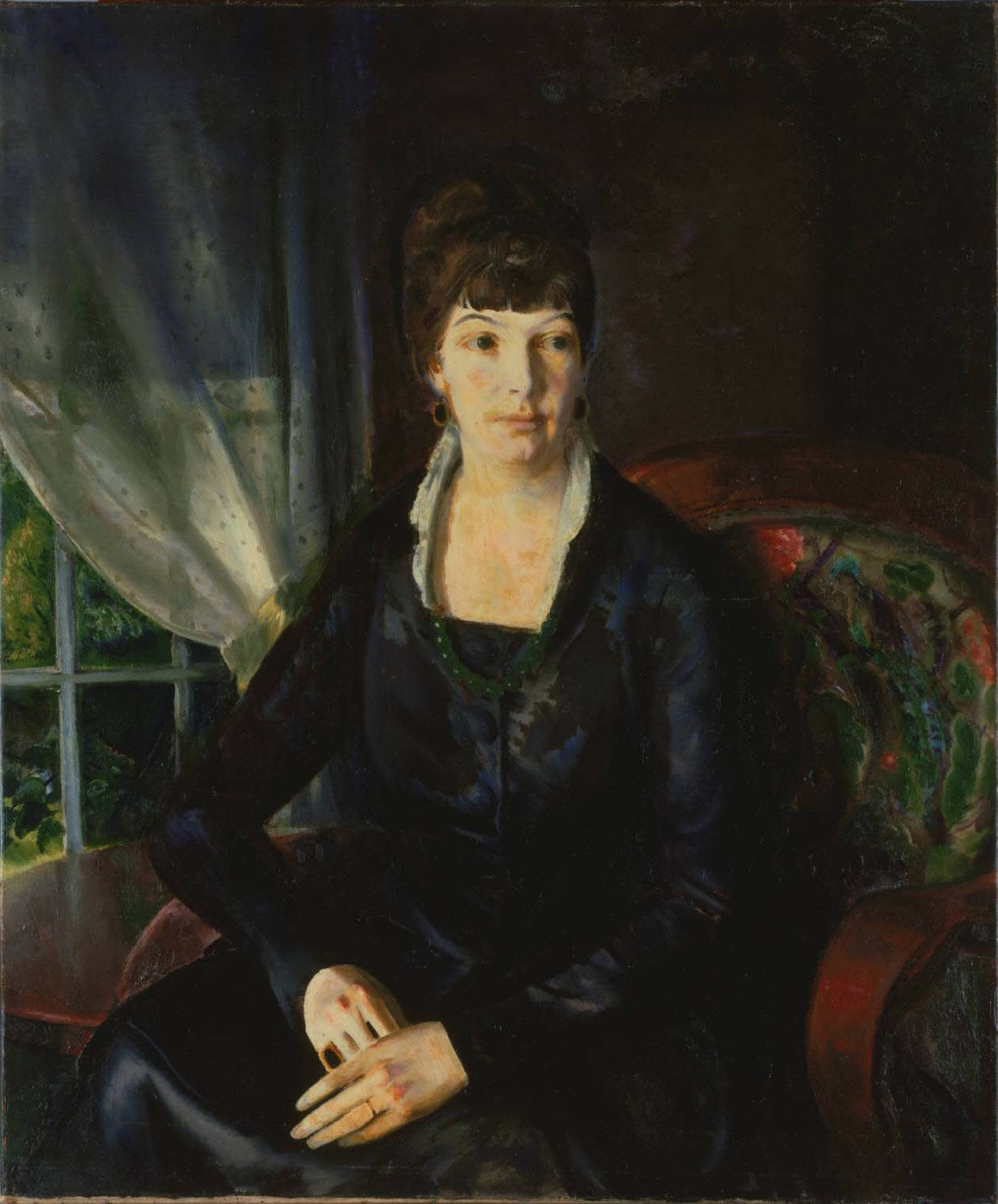
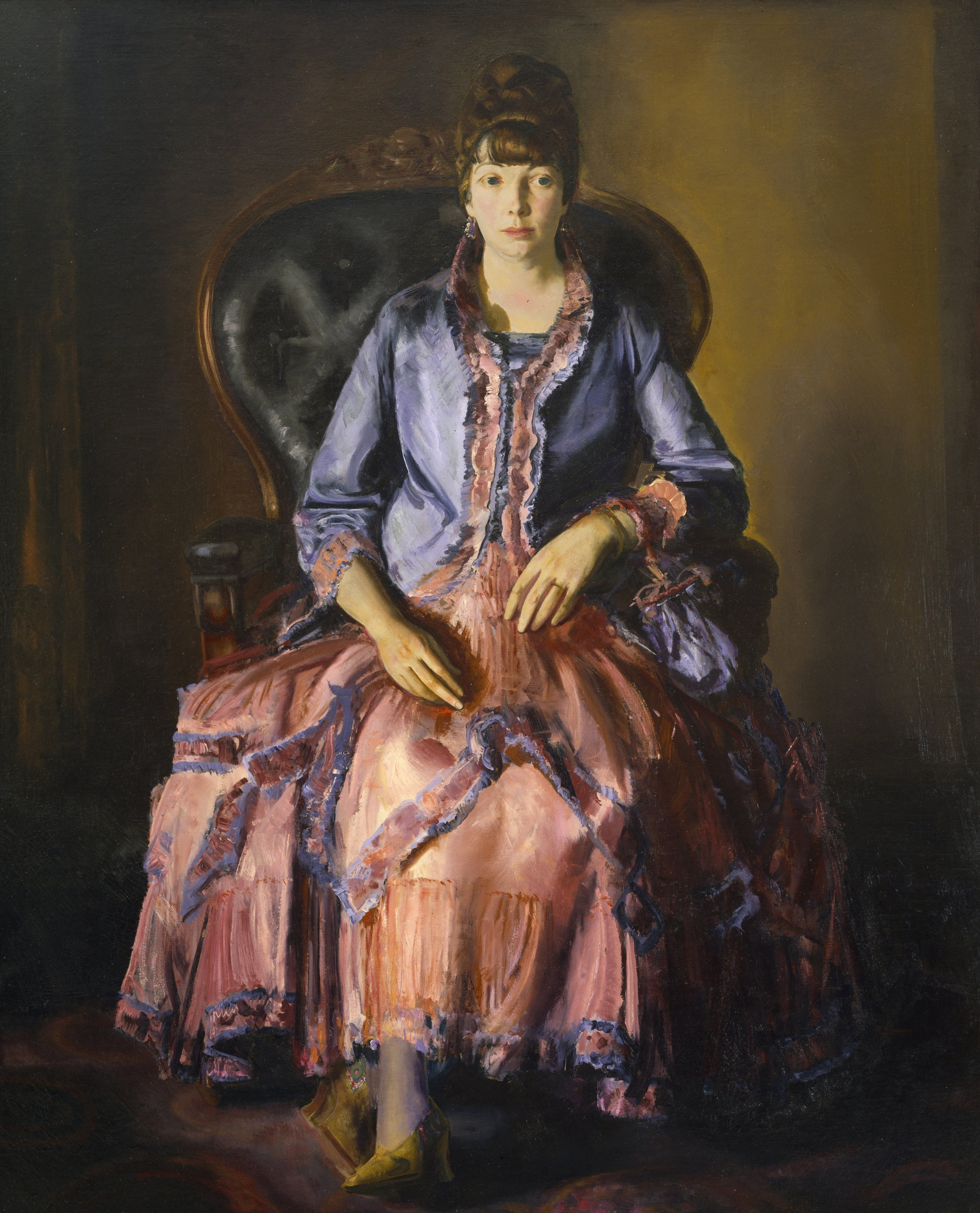
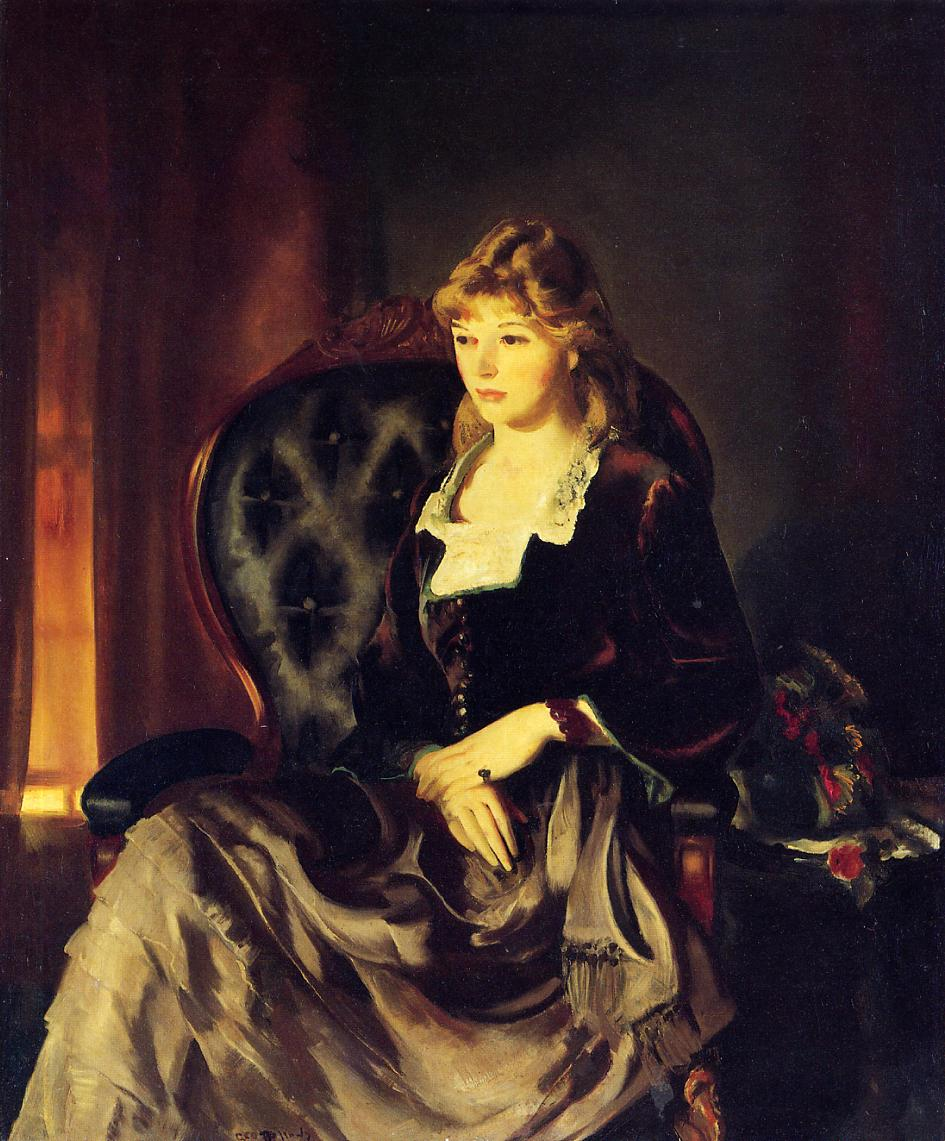
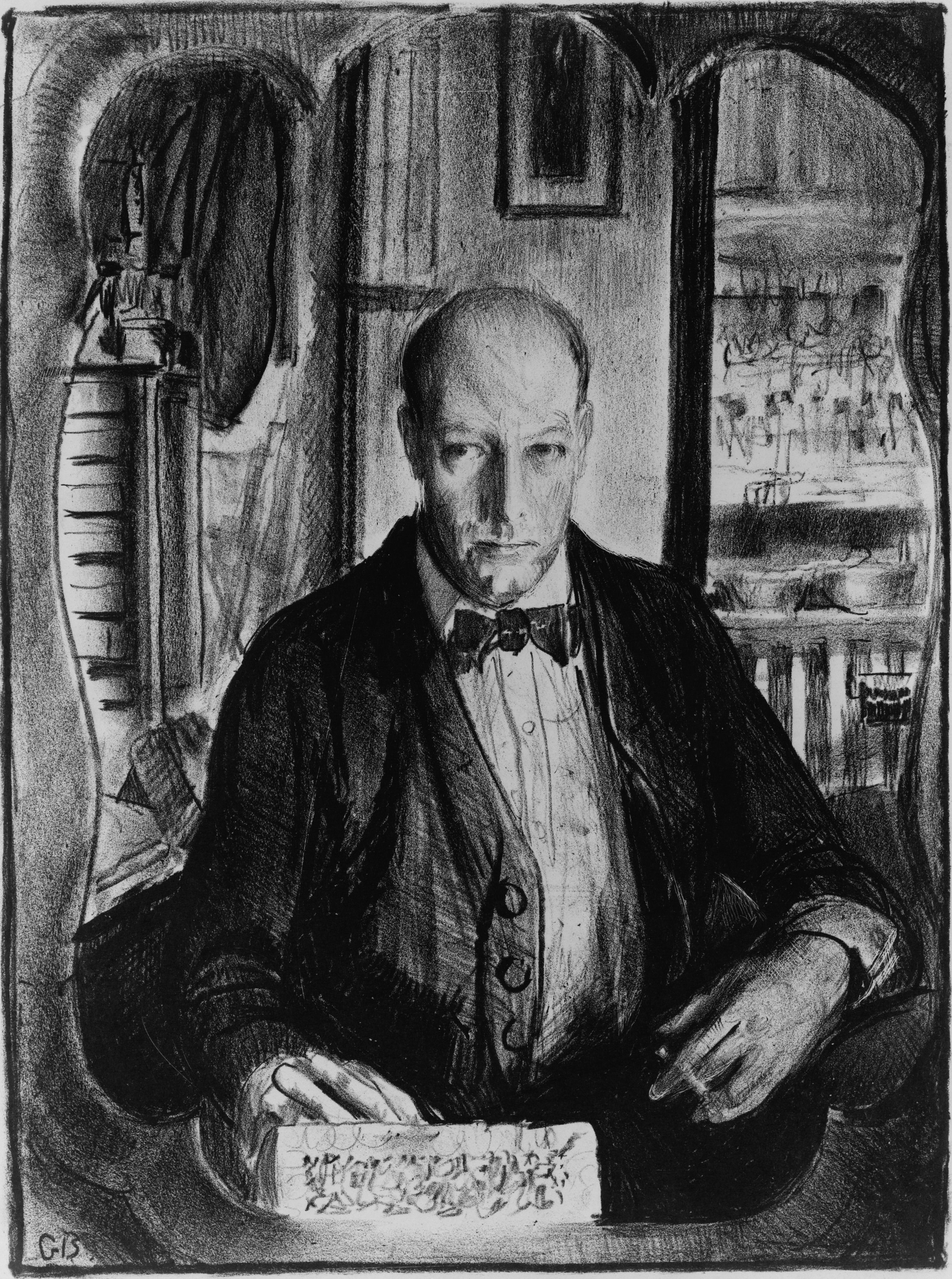
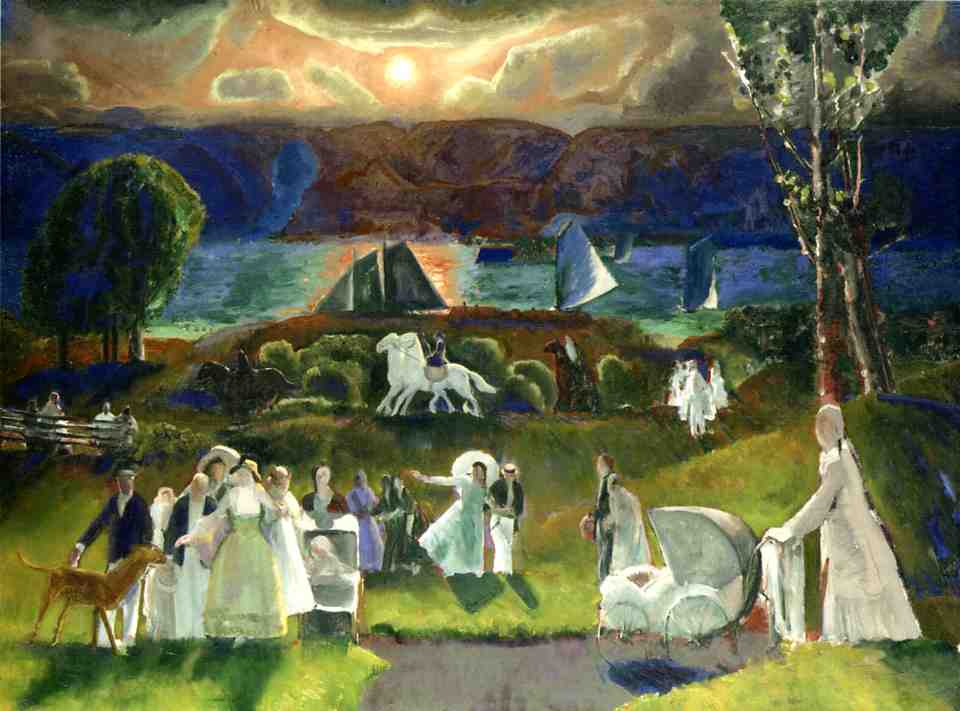
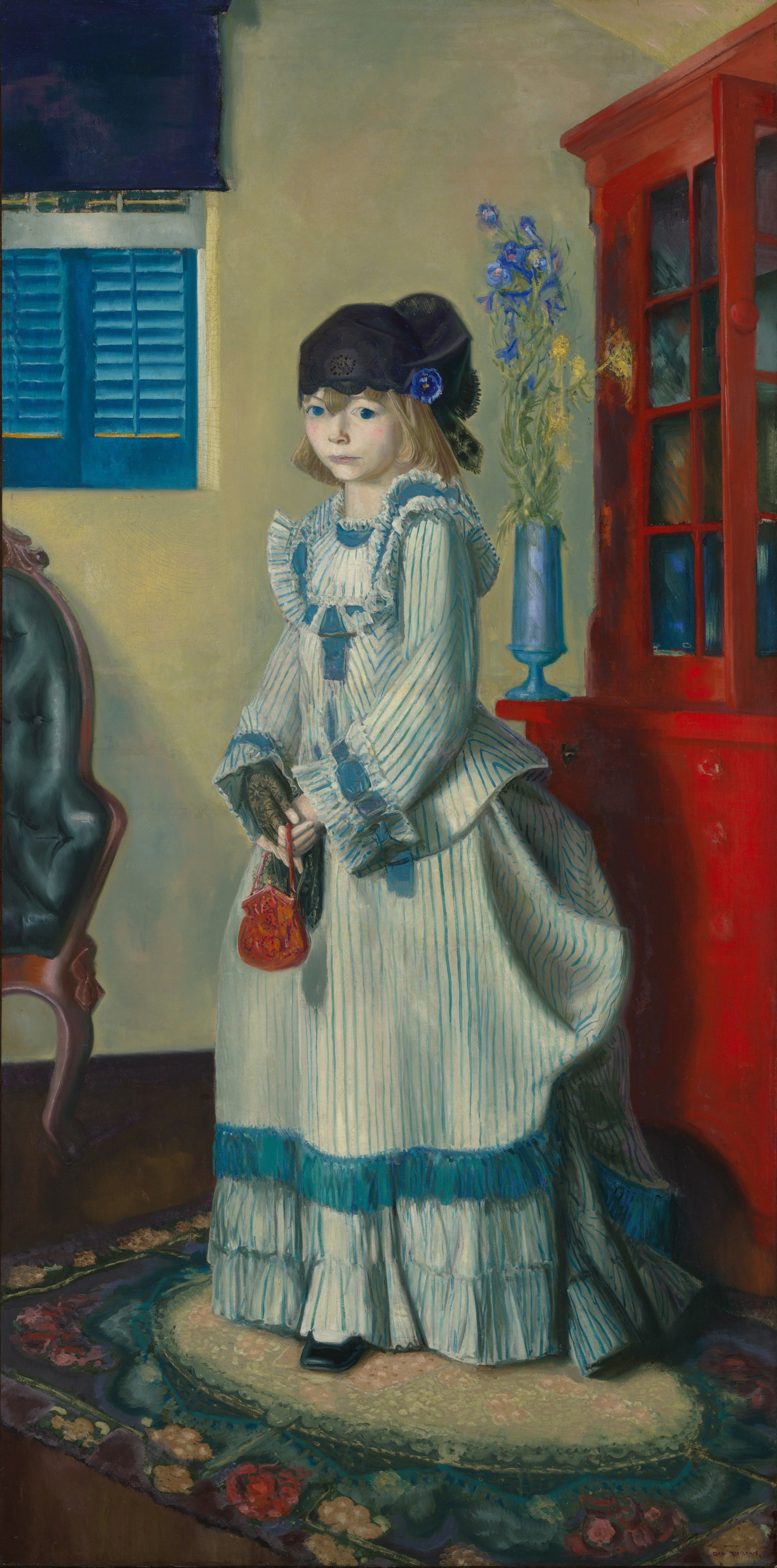
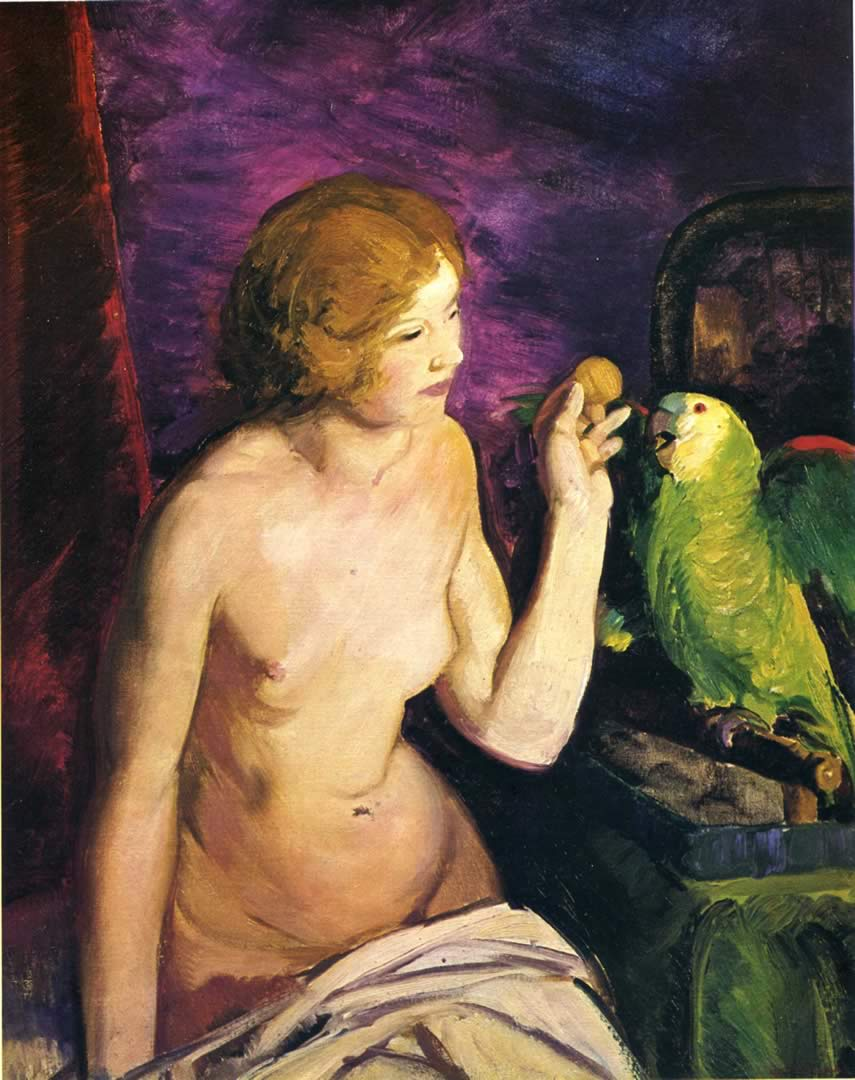